# Av. 68 - Calle 80 (estación)
La estación sencilla Calle 80 hará parte del sistema de transporte masivo de Bogotá, TransMilenio, inaugurado en el año 2000.

## Ubicación
La estación está ubicada específicamente sobre la Avenida Carrera 68 entre calle 78 y calle 80.
Atenderá la demanda de los barrios Doce de Octubre, Las Ferias y sus alrededores. En las cercanías se encuentra el centro comercial Metrópolis.

## Origen del nombre
La estación no cuenta aún con un nombre oficial, sin embargo, provisionalmente y durante la etapa de construcción se le asigna un nombre provisional relacionado con la nomenclatura de las vías más cercanas o que servirán de acceso a la misma. Previo a la puesta en funcionamiento de la troncal, se realizó un proceso de selección del nombre con la comunidad para generar apropiación del sistema.

## Historia
En noviembre de 2018 se anunció el convenio de financiación entre el Gobierno Nacional y el Distrito que asegura los recursos para la construcción de las troncales de la avenida Ciudad de Cali y la avenida Congreso Eucarístico. En octubre de 2019 se inició el proceso de licitación para diseñar y construir esta troncal, y finalmente, el 23 de enero de 2020 se adjudicó la construcción de esta troncal. El acta de inicio fue firmada a finales de junio del mismo año.

## Servicios de la estación

### Esquema
| ← Norte      |               |               |
| Av. Calle 80 | sin servicios | sin servicios |
| Puente       | Vagón 2       | Vagón 1       |
| Av. Calle 80 | sin servicios | sin servicios |
| Sur →        |               |               |

### Servicios urbanos
Así mismo funcionan las siguientes rutas urbanas del SITP en los costados externos a la estación, circulando por los carriles de tráfico mixto sobre la Avenida Carrera 68, con posibilidad de trasbordo usando la tarjeta TuLlave:
| Código | Sector           | Dirección      | Rutas                                       |
| ------ | ---------------- | -------------- | ------------------------------------------- |
| 001A04 | D Av. Calle 80   | AK 68 - CL 79D | A606A610B237B326B904C705 291 661 E44 Z4B Z8 |
| 001B04 | D Av. Calle 80   | AK 68 - CL 79A | A611C124C404D630 442 634 T62                |
| 001C04 | D Av. Calle 80   | AK 68 - CL 78  | A305B916C122C156D607 402                    |
| 105A04 | D Éxito Calle 80 | AK 68 - CL 80  | D237H610H705K326K904 291 661 E44 T62 Z4B Z8 |
| 105B04 | D Éxito Calle 80 | AK 68 - CL 80  | A124H606H611H630K122 442 634                |
| 105C04 | D Éxito Calle 80 | AK 68 - CL 80  | F404H607K305 402                            |

## Ubicación geográfica
| Noroeste: Engativá   | Norte: D Avenida 68 | Nordeste: N Calle 98    |
| Oeste: Engativá      |                     | Este: D Carrera 53      |
| Suroeste: N Calle 72 | Sur: Barrios Unidos | Sureste: Barrios Unidos |